# Match de meilleur deuxième de la Ligue américaine de baseball 2013

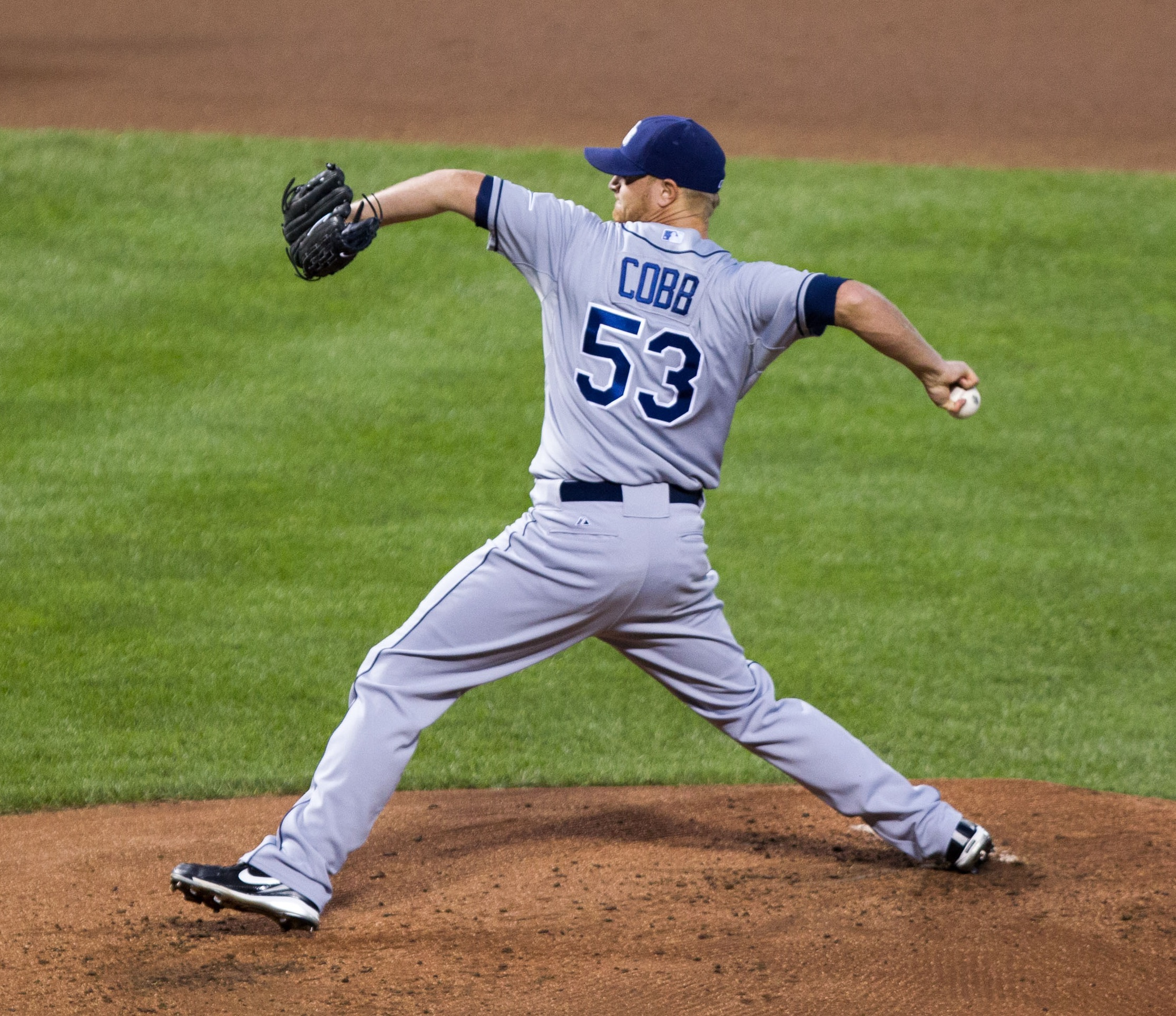
Alex Cobb est le lanceur partant des Rays de Tampa Bay.

Le match de meilleur deuxième de la Ligue américaine de baseball 2013 est un match éliminatoire de la Ligue majeure de baseball qui est disputé le mercredi 2 octobre 2013 au Progressive Field de Cleveland. Victorieux 4-0, les Rays de Tampa Bay éliminent les Indians de Cleveland et passent en Séries de divisions 2013 de la Ligue américaine.
La rencontre oppose les deux clubs de la Ligue américaine de baseball qualifiés pour les éliminatoires sans être champions de leur division.

## Équipes en présence
Les Indians de Cleveland représentent l'une des surprises de la saison 2013. Vainqueurs dans seulement 68 de leurs 162 matchs en saison 2012, les Indians remportent 24 parties de plus pour compléter le calendrier 2013 en seconde place de la section Centrale de la Ligue américaine avec un dossier de 92 gains et 70 revers, seulement un match derrière les Tigers de Détroit, champions de division. Pour la franchise de Cleveland, il s'agit de la meilleure performance, première saison victorieuse et première qualification pour les éliminatoires depuis la saison 2007. C'est aussi pour eux l'amélioration la plus marquée entre deux saisons depuis les 24 gains supplémentaires entre les années 1985 et 1986,. Les Indians remportent 21 parties en septembre et terminent le calendrier régulier sur 10 victoires de suite.
Assurés de l'avantage du terrain pour le match de meilleur deuxième par un succès sur Minnesota au dernier jour du calendrier régulier, les Indians doivent attendre l'issue d'un match de bris d'égalité qui départage les Rangers du Texas et les Rays de Tampa Bay, nez à nez après les 162 matchs programmés à la saison. Les Rays remportent le match 5-2 sur le terrain de leurs adversaires pour accéder aux éliminatoires. Avec une fiche de 92 victoires et 71 défaites en 163 matchs, Tampa Bay se qualifie donc pour les éliminatoires pour la 4e fois en 6 ans et retourne au baseball d'octobre après en avoir été exclu en 2012. Avec deux gains de plus que la saison précédente, les Rays grimpent de la 3e à la 2e place de la division Est de la Ligue américaine, 5 matchs et demi derrière les meneurs, Boston. Cleveland et Tampa Bay s'affrontent pour la toute première fois en éliminatoires. En saison régulière 2013, les Rays avaient remporté 4 des 6 affrontements entre les deux clubs.

## Déroulement du match
Mercredi 2 octobre 2013 au Progressive Field, Cleveland, Ohio.
| Rays de Tampa Bay | 0 | 0 | 1 | 2 | 0 | 0 | 0 | 0 | 1 | 4 | 8 | 0 |
| Indians de Cleveland | 0 | 0 | 0 | 0 | 0 | 0 | 0 | 0 | 0 | 0 | 9 | 1 |
| Lanceurs partants : TB : Alex Cobb CLE : Danny Salazar Vic. : Alex Cobb Déf. : Danny Salazar HRs : TB : Delmon Young (1) |   |   |   |   |   |   |   |   |   |   |   |   |

Delmon Young amorce la 3e manche avec un circuit contre Salazar pour le premier point, mais aussi le premier coup sûr des Rays. Un double de Desmond Jennings à la manche suivante fait compter deux points et donne à Tampa Bay une priorité de 3-0. Salazar quitte après 4 manches lancées pendant que le partant des Rays, Alex Cobb, espace bien 8 coups sûrs en 6 manches et deux tiers. Les Indians ont leurs chances contre Cobb, alors qu'ils remplissent les buts en 4e avant qu'Asdrubal Cabrera frappe dans un double jeu, puis en 5e et 7e avec chaque fois deux coureurs sur les sentiers, mais ne parviennent jamais à marquer. Tampa Bay ajoute un point sur une paire d'erreurs des Indians en début de neuvième manche et l'emporte 4-0.